# Karasburg-Ost
Karasburg-Ost (teilweise auch nur Karasburg) ist ein namibischer Wahlkreis in der Region ǁKharasKlicklaut im äußersten Südosten des Landes. Er ging 2013 aus dem Wahlkreis Karasburg hervor, der in die Teile Ost und West aufgeteilt wurde. Verwaltungssitz des Wahlkreises ist die dem Kreis namensgebende Gemeinde Karasburg.
Der Wahlkreis hat knapp 14.000 Einwohner (Stand 2023) auf einer Fläche von 24.276 km².
Geographisch liegt der Großteil des Gebietes innerhalb der Karasberge. Zum Kreis gehören außerdem die Orte Warmbad, Grünau, Ariamsvlei (letzterer mit Grenzübergang nach Botswana in Nakop) sowie der Grenzübergang Noordoewer an der Nationalstraße B1 mit Grenzübergang nach Vioolsdrift in Südafrika.

## Wahlen
| Wahl   | Name             | Partei | Stimmenanteil |
| ------ | ---------------- | ------ | ------------- |
| 1992 1 | Lazarus Kairabib | SWAPO  | 48,9 %        |
| 1998 1 | Paulus Efraim    | SWAPO  | 45,4 %        |
| 2004 1 | Paulus Ephraim   | SWAPO  | 60,7 %        |
| 2010 1 | Paulus Ephraim   | SWAPO  | 56,7 %        |
| 2015   | Dennis Coetzee   | SWAPO  | 76,1 %        |
| 2020   | Angelika Beukes  | LPM    | 44,7 %        |